# Calar Alto
Calar Alto è la cima più alta della Sierra de los Filabres, un massiccio montagnoso nella provincia di Almería, nell'Andalusia. Il monte è alto 2168 m.
Su Calar Alto è situato l'omonimo osservatorio astronomico, codice internazionale 493.